# Монастир Арічаванк
Монастирський комплекс Арічаванк — споруджений в період з VII по XIII століття. Головною його особливістю є те, що він був збудований з величезних каменів різних відтінків. Викладені в шаховому порядку камені утворили своєрідну прикрасу для стін будівель. Втім, сам монастир і так дуже мальовничий.
Його хрестоподібні фасади прикрашені багатим різьбленим орнаментом, на кшталт хачкарів. Головна церква монастирського комплексу являє собою купольний зал і зведена у 1201 р. Купольний барабан прикрашений різьбленими колонами. Монастир протягом багатьох століть був літньою резиденцією вірменських католікосів.
Тут також розташована унікальна пам'ятка природи «скеля, що коливається», зі збудованою на ній мініатюрною дзвіницею.

## Див. також

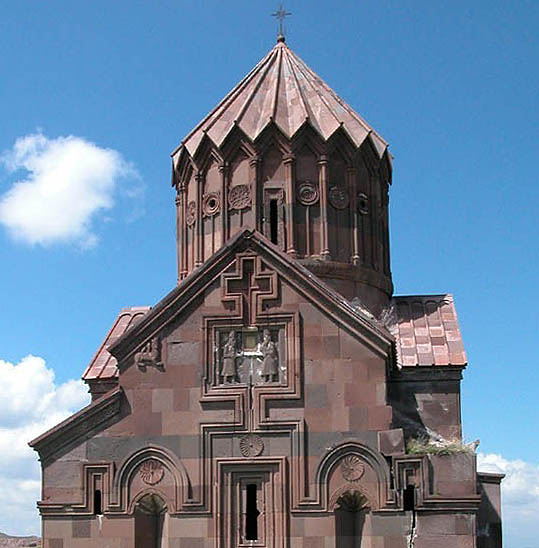
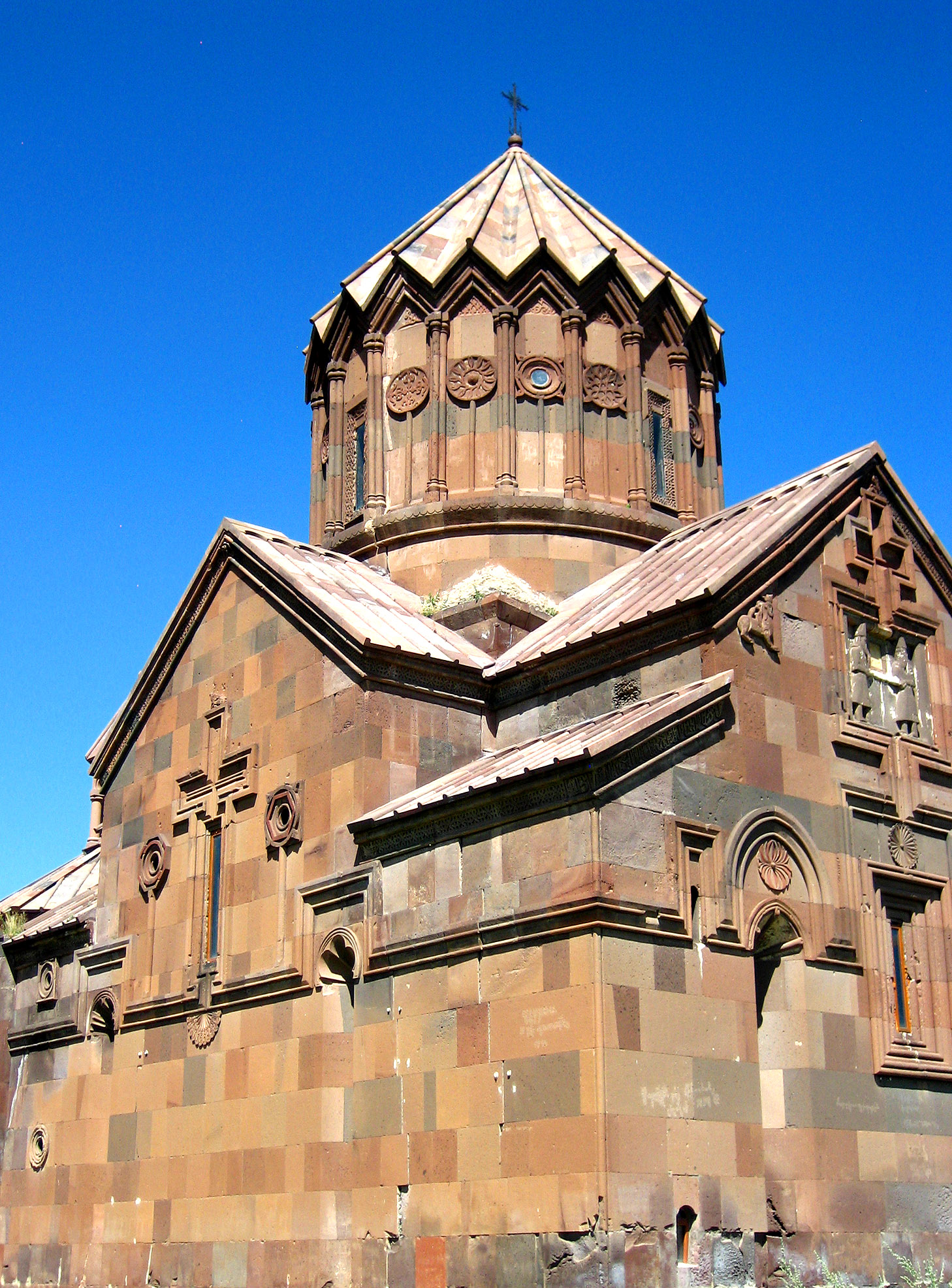
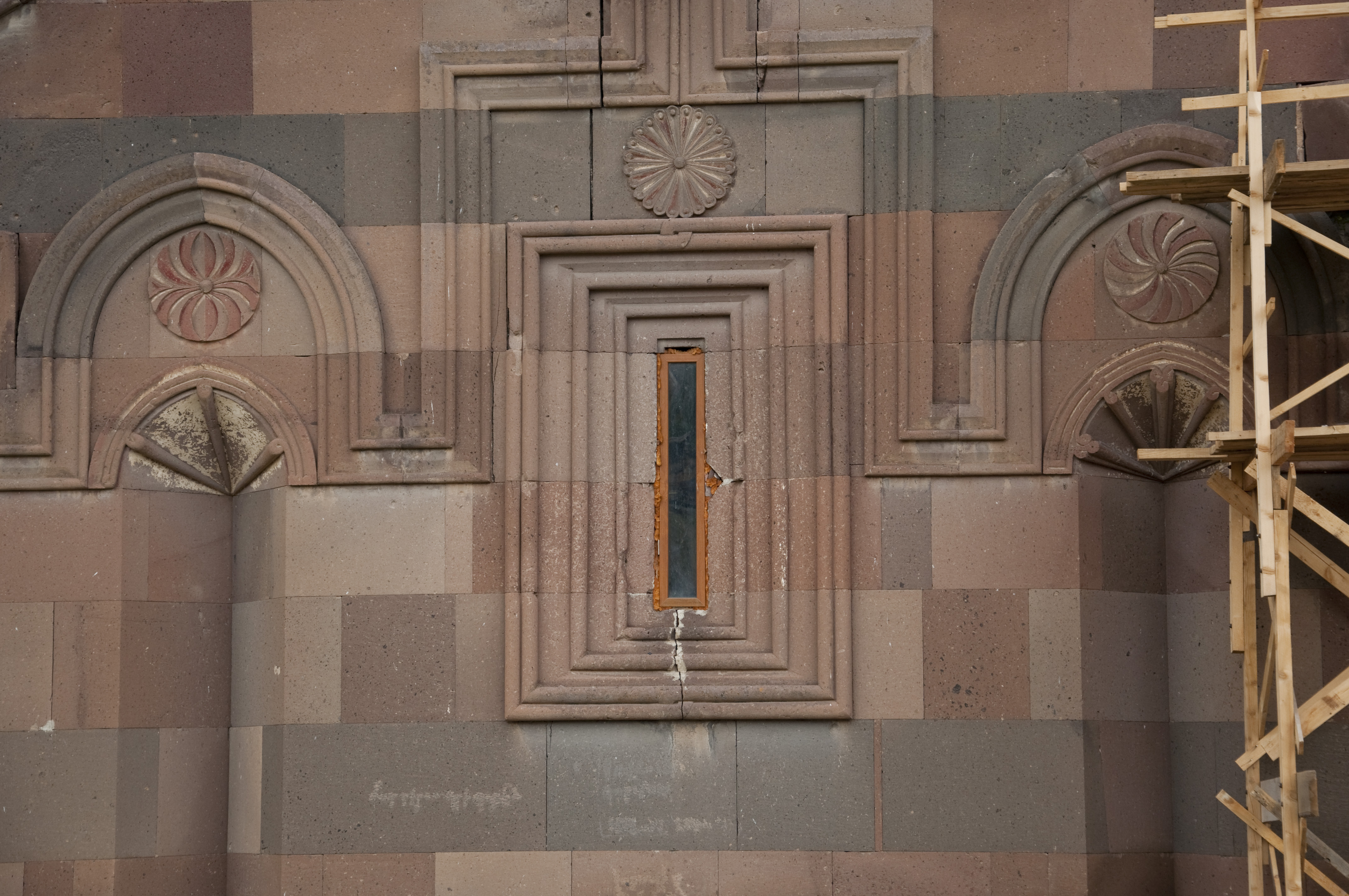
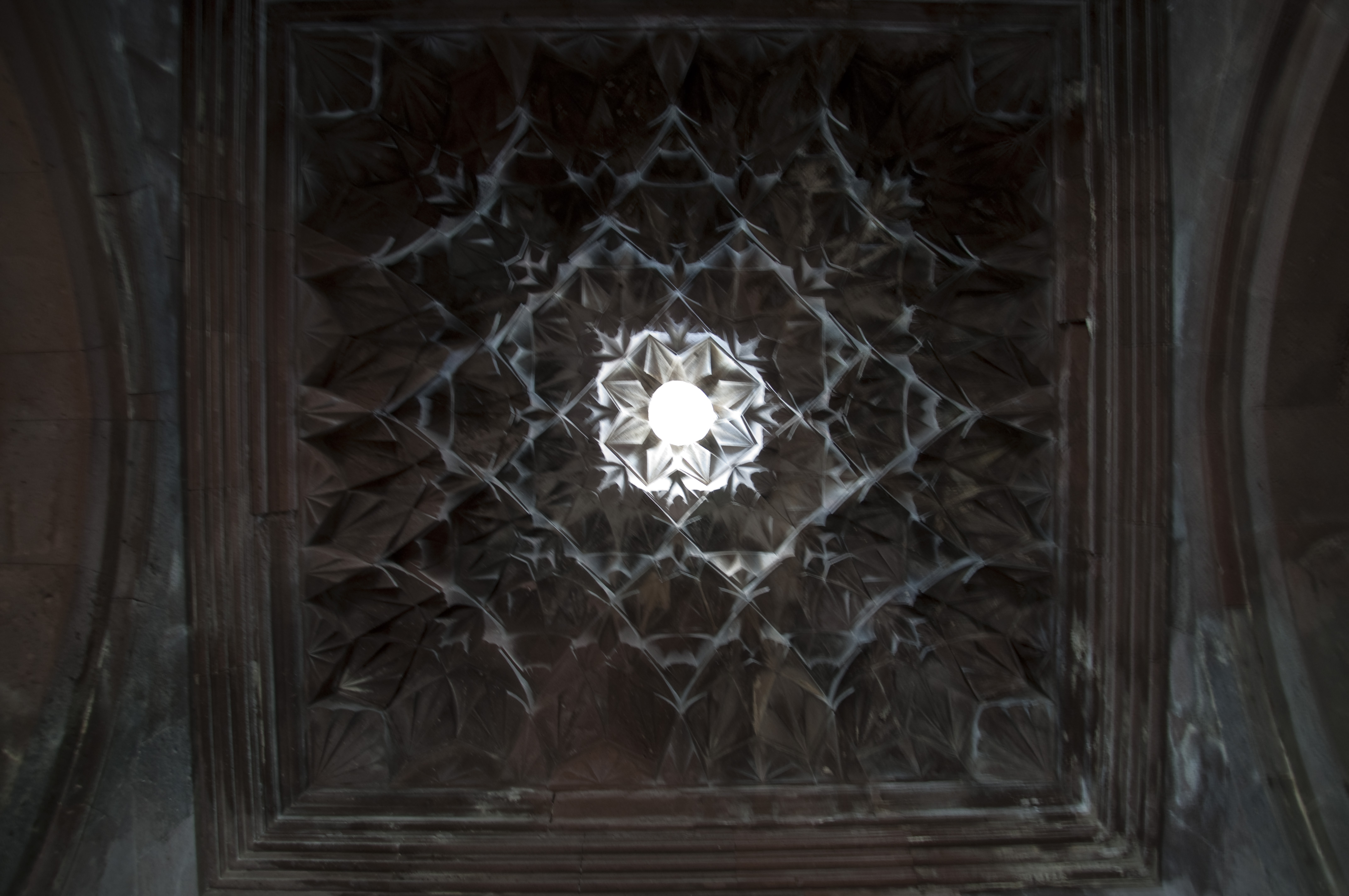